# John Fowler (1826–1864)
John Fowler, född 1826, död 1864, var en brittisk ingenjör.
John Fowler var ursprungligen verksam som dräneringsentreprenör och intresserade sig från omkring 1852 för ångplogar. han erhöll 1852 en belöning från Royal Agricultural Society en belöning på 500 pund för en ångplog, som på ett ekonomiskt sätt ersatte hästplogar. Fowler grundade 1860 firman John Fowler & Co. Ltd i Leeds, som kom att utvecklas till ett brittiskt storföretag för tillverkning av dieseltraktorer, jordbruksredskap och lokomotiv.